# Jeanne-Françoise Quinault
Pour les articles homonymes, voir Quinault.
Jeanne-Françoise Quinault-Dufresne, Mlle Quinault, dite Quinault cadette, née le 13 octobre 1699 à Strasbourg et morte le 18 janvier 1783 à Paris, est une actrice et une salonnière française.
Elle était surnommée « Quinault cadette » pour la différencier de sa sœur aînée, Marie-Anne-Catherine Quinault.

## Biographie
Issue d'une famille de comédiens, fille de Jean Quinault, de la Comédie-Française, Jeanne-Françoise Quinault débuta à la Comédie-Française en 1716 comme tragédienne par le rôle de Phêdre, avant de jouer les rôles de soubrettes, de caractères et de ridicules C'est elle qui donna à Nivelle de La Chaussée l'idée du Préjugé à la mode et à Voltaire celui de L'Enfant prodigue. Elle quitta le Théâtre-Français en 1741.
Pendant l'hiver 1731-1732 à Paris, Mlle Quinault réunit dans le plus grand secret un petit groupe de sept amis, parmi lesquels Maurepas, pour une série de lazzi, c'est-à-dire des soupers fins accompagnés de théâtre de société : bal masqué, lanterne magique, chien savant, marionnettes, satire, discours d'opérateur et parodie…
Pleine de grâce et d'esprit, elle anima l'un des plus célèbres salons littéraires de l'époque, dit la Société du bout du banc. Les lundi, elle donnait des dîners chez elle, rue Sainte-Anne puis rue d'Anjou à Paris, où la meilleure noblesse était mise sur le même pied que les poètes et les artistes. S'y réunissait la société la plus éclairée – Maurepas, Honoré-Armand de Villars, le duc de Lauragais, le duc d'Orléans, le Grand Prieur d'Orléans, le marquis de Livry, Antoine de Fériol de Pont-de-Veyle – et des hommes de lettres comme Caylus, Duclos, Voltaire, Piron, d'Alembert, Voisenon, Rousseau, Grimm, Diderot, Lagrange-Chancel, Collé, Moncrif, Grimod de La Reynière, Crébillon fils, Marivaux, Saint-Lambert, Fagan de Lugny, l'abbé de La Marre, le chevalier Louis Caron-Destouches... En fin de compte, la société devint si nombreuse que les dîners durent se tenir dehors. Les philosophes en chassèrent les poètes, la gaieté s'évanouit, et la société fut dissoute.